# Parrocchia di Ouachita
La parrocchia di Ouachita (in inglese Ouachita Parish) è una parrocchia dello Stato della Louisiana, negli Stati Uniti. La popolazione al censimento del 2000 era di 147 250 abitanti. Il capoluogo è Monroe.
La parrocchia (in Louisiana le parrocchie costituiscono un livello amministrativo equivalente a quello delle contee degli altri stati degli USA) fu creata nel 1807.

## Località

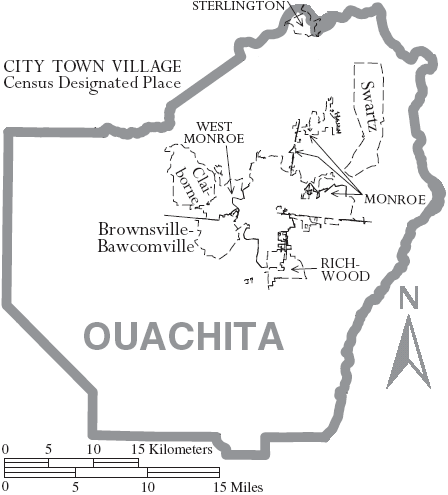
Map of Ouachita Parish, Louisiana With Municipal Labels

### Città
- Monroe (capoluogo di parrocchia)
- West Monroe

### Towns
- Richwood
- Sterlington

### Census-designated
- Bawcomville
- Brownsville
- Calhoun
- Claiborne
- Lakeshore
- Swartz

## Economia
The top employers in the parish, according to the North Louisiana Economic Partnership, are:
| No. | Datore di lavoro                 | Dipendenti |
| --- | -------------------------------- | ---------- |
| 1   | CenturyLink                      | 2,360      |
| 2   | St. Francis Specialty Hospital   | 1,584      |
| 3   | State of Louisiana               | 1,363      |
| 4   | J.P. Morgan Chase                | 1,291      |
| 5   | Glenwood Regional Medical Center | 1,156      |
| 6   | Wal-Mart Stores                  | 912        |
| 7   | Ouachita Parish                  | 871        |
| 8   | City of Monroe                   | 840        |
| 9   | Graphic Packaging International  | 840        |
| 10  | Tolliver Oil & Gas               | 750        |